# Bulonga trilineata
Bulonga trilineata är en fjärilsart som beskrevs av Max Joseph Bastelberger 1905. Bulonga trilineata ingår i släktet Bulonga och familjen mätare. Inga underarter finns listade i Catalogue of Life.